# 塞蒙塞勒
塞蒙塞勒（法語：Septmoncel，法語發音：[sɛmɔ̃sɛl]）是法国汝拉省圣克洛德区的一个旧市镇，位于该省东南部，汝拉山区，因附近地质构造复杂而闻名。2017年1月1日，塞蒙塞勒和相邻的莱莫吕讷和并为新市镇塞蒙塞勒-莱莫吕讷（Septmoncel les Molunes）。

## 地理
塞蒙塞勒（46°22'14"N, 5°54'47"E）面积19.4 平方千米，位于法国勃艮第-弗朗什-孔泰大區汝拉省，该省份为法国东部内陆省份，北起上索恩省，西北接科多尔省，西临索恩-卢瓦尔省，南至安省，东与杜省和瑞士接壤。
与塞蒙塞勒接壤的市镇（或旧市镇、城区）包括：圣克洛德、拉茹、拉穆拉、莱莫吕讷、维拉尔圣索沃尔。

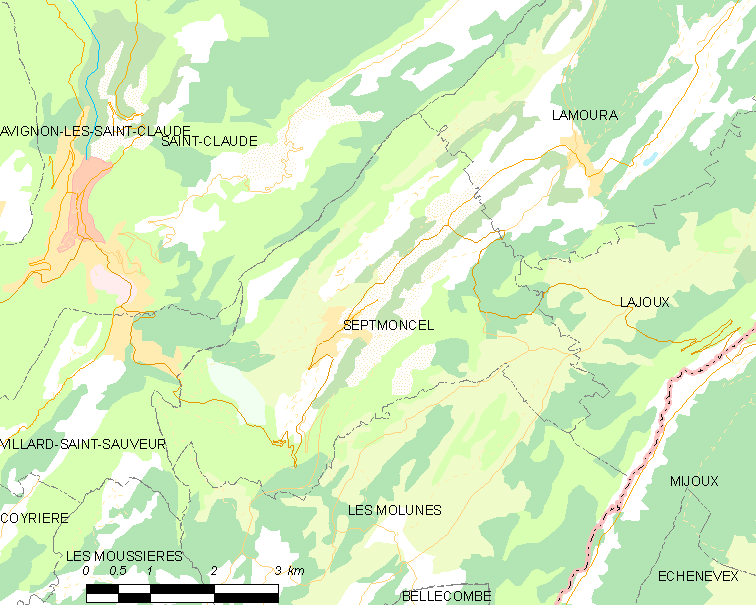
塞蒙塞勒的OSM定位图

塞蒙塞勒的时区为UTC+01:00、UTC+02:00（夏令时）。

## 行政
塞蒙塞勒的邮政编码为39310，INSEE市镇编码为39510。

## 政治
塞蒙塞勒所属的省级选区为科托迪利宗县。

## 人口

1962-2008年间塞蒙塞勒人口变化图示

塞蒙塞勒于2018年1月1日时的人口数量为681人。